# Gianetto Biondini
Gianetto Biondini (Crema, 21 febbraio 1920 – Crema, 21 settembre 1981) è stato un pittore italiano.

## Biografia
Nato a Crema, abbandonò da giovane l'occupazione di operaio per dedicarsi alla pittura. Frequentò il pittore Carlo Martini insieme ad altri giovani artisti cremaschi, fra cui Carlo Fayer e Federico Boriani. Nel frattempo si iscrisse all'Accademia Carrara di Bergamo, dove fu allievo di Contardo Barbieri.
All'attività pittorica affiancò l'interessamento per la promozione dell'arte e della cultura cremasca. In particolare fu tra gli artefici della creazione del Museo civico di Crema e del Cremasco, avvenuta nel 1960. Affiancando l'architetto Amos Edallo, Biondini curò l'allestimento della sezione folkloristica (oggi confluita nella "Casa cremasca"), di quella artigianale e soprattutto di quella artistica, ancor oggi fra le più importanti del patrimonio museale. Nel 1965 fu curatore della nuova sezione archeologica e della saletta dedicata ai cimeli garibaldini.
Fu anche curatore di due esposizioni organizzate presso il Museo stesso nel 1969, dedicate al cremasco Luigi Manini e al milanese Luigi Veronesi.

## Produzione artistica
Se la pittura dei suoi primi anni rivelava una forte adesione alla tradizione lombarda, al chiarismo e all'impressionismo tipici dello stile di Martini, dagli anni Cinquanta si cominciò a delineare un allontanamento dall'insegnamento di quest'ultimo: l'abbandono della ricerca luministica e coloristica per le sperimentazioni formali di quel periodo furono preludio ad un'ultima fase artistica, costituita da una pittura informale ed espressionistica, a tratti persino geometrica ed astratta, «incandescente nella scelta del colore e corrosiva nella stesura» e nella quale l'immagine «si affaccia dalle profondità di un lirismo matematico e allucinatorio».
Fra le esposizioni a cui Biondini prese parte si ricordano in particolare la XX Biennale di Milano (1957) e la Biennale nazionale d'arte di Verona (1963). Nel 1962 partecipò al Premio nazionale di paesaggio "Autostrada del Sole", organizzato a Roma dalla Quadriennale. Gli furono dedicate antologiche postume a Crema (1986 e 1995) e a Cremona (1998).
Alcune sue opere sono conservate presso il Museo civico di Crema e del Cremasco.